# هموند (میزوری)
هموند (به انگلیسی: Hammond) یک منطقهٔ مسکونی در ایالات متحده آمریکا است که در میزوری واقع شده‌است. هموند ۲۲۷ متر بالاتر از سطح دریا واقع شده‌است.